# Mário da Nova Bahia
Mário da Nova Bahia, auch genannt Marito, (* 16. Mai 1932 in Salvador; † 18. September 2011 ebenda) war ein brasilianischer Fußballspieler. Er wurde auf der Position eines rechten Stürmers eingesetzt. Er war 1959 Teil der Mannschaft des EC Bahia, welche die erste brasilianische Meisterschaft gewann.

## Karriere
Marito begann das Fußballspiel beim São Cristóvão AC, wo sein Pflegebruder Novinha Trainer war und danach beim EC Ypiranga. Bei beiden Klubs spielte er in den Nachwuchsbereichen und Profiauswahlen.
Flávio Costa Anfang der 50er Jahre Trainer in CR Vasco da Gama und bei der WM 1950 Brasiliens Nationaltrainer, sah ihn spielen und bat Marito, nach Rio de Janeiro zu kommen, um für den Vascos berühmtes Team, den Expresso da Vitória, zu trainieren. Diese Entscheidung hätte für Marito zu viel Probleme in seinem familiären Umfeld verursacht, so dass er es Vorzug in Salvador zu bleiben. 1953 wechselte er zum EC Bahia in seiner Heimatstadt. Sein Wechsel von Ypiranga zu Bahia wurde von den Familien seiner Eltern Nova und Bahia, die viele Fußballspieler in ihren Reihen hatten, zunächst nicht befürwortet, insbesondere nicht von seinem Vater, der ein überzeugter Unterstützer von Ypiranga war. Seine Premiere für den Klub gab er am 5. März 1953 im Freundschaftsspiel gegen Veteranos Paulistas-SP (4:1–Sieg).
Mit Bahia konnte Marito 1954 die Staatsmeisterschaft von Bahia gewinnen. Ein Erfolg, den er hier noch sieben Mal feiern konnte. Mit dem 58er Sieg qualifizierte sich der Klub für die erste Ausgabe der Taça Brasil. In dem Wettbewerb 1959 erreichte Bahia die Finalspiele, wo es auf eine zu der Zeit besten Mannschaften, den FC Santos mit dem Weltklassespieler Pelé traf. Im Hinspiel bei Santos am 10. Dezember gelang Bahia ein 2:3–Sieg. Das Rückspiel bei Bahia am 30. Dezember konnte Santos mit 0:2 für sich entscheiden. Somit musste die Entscheidung in einem dritten Spiel herbeigeführt werden. Dieses fand am 29. März 1960 auf neutralen Platz im Maracanã (Rio de Janeiro) statt. Auch wenn Santos ohne Pelé antreten musste, galt die Auswahl als hervorragend besetzt und Coutinho konnte in der 27. Minute Bahias Torwart Nadinho bezwingen. Danach war Santos nicht mehr erfolgreich. Dafür allerdings Bahia mit Vicente (37.), Léo Briglia (46.) und Alencar (76.). Durch das 3:1 gewann die erste brasilianische Meisterschaft.
Durch den Titelgewinn in der Taça Brasil war Bahia der erste brasilianische Klub, welcher an einer Ausgabe der Copa Libertadores teilnahm. 1960 traf man in der ersten Runde auf San Lorenzo de Almagro aus Argentinien. Marito gelang beim 3:2–Sieg im Rückspiel das dritte Tor. Nach Hin- und Rückspiel stand es aber 5:3 für die Argentinier und Bahia schied aus. Nach zehn Jahren beendete der von den Fans „diabo loiro“ (blonder Teufel) genannte Marito seine aktive Laufbahn bei Bahia, mit 72 Toren in 261 Spielen im Gepäck.

## Erfolge
Bahia
- Torneio Bernardo Martins Catarino:1953
- Staatsmeisterschaft von Bahia: 1954, 1956, 1958, 1959, 1960, 1961, 1962
- Torneio Quadrangular Vivaldo Tavares: 1955
- Taça Brasil Meister: 1959
- Taça Brasil Vize-Meister: 1961, 1963
- Torneio Amizade: 1959
- Torneio Quadrangular de Salvador: 1960, 1961–II

## Trivia
- Nach seiner aktiven Laufbahn arbeitete Marito für das Mineralölunternehmen Petrobras.

- Marito wurde auf dem Cemitério Jardim da Saudade in Salvador beigesetzt.

- Anfang 2011 wurde Marito von den Fans Bahias zu einem der besten Spieler des Klubs gewählt.